# Gran Premio di Gran Bretagna 1982
Il Gran Premio di Gran Bretagna 1982 è stata la decima prova della stagione 1982 del Campionato mondiale di Formula 1. Si è corsa domenica 18 luglio 1982 sul Circuito di Brands Hatch. La gara è stata vinta dall'austriaco Niki Lauda su McLaren-Ford Cosworth; per il vincitore si trattò del diciannovesimo successo nel mondiale.  Ha preceduto sul traguardo i francesi Didier Pironi e Patrick Tambay, entrambi su Ferrari. Per Tambay si trattò del primo podio in una gara del mondiale di Formula 1.
Il gran premio è stato premiato col Race Promoters' Trophy quale gara meglio organizzata nella stagione.

## Vigilia

### Aspetti tecnici
In questa occasione la Ligier affidò nuovamente la JS19 a Jacques Laffite, che la utilizzò non solo in prova, ma anche in gara. La Lotus presentò una nuova sospensione anteriore sulla vettura affidata a Elio De Angelis.
La Brabham presentò una vettura in cui era modificata la posizione del bocchettone per il caricamento della benzina: tale soluzione consentiva un'erogazione del carburante più rapida. La casa inglese intendeva così effettuare un rifornimento in gara, che avrebbe consentito alle monoposto di partire con soli 60 kg di carburante, contro i 180-220 delle altre monoposto. Il tempo, necessario per l'effettuazione del rifornimento, era stimato attorno ai 12-14 secondi.

### Aspetti sportivi
Nella solita alternanza tra circuiti, che caratterizzava la scelta della sede del Gran Premio di Gran Bretagna, nel 1982 la gara venne ospitata dal Circuito di Brands Hatch, per la decima volta nella storia del mondiale.
La Commissione Sportiva Automobilistica Italiana, da questa gara, inviò un medico per seguire i piloti italiani. L'incaricato era il dottor Bertoletti.
Lo spagnolo Emilio de Villota abbandonò l'impegno in Formula 1, per la scarsa competitività della vettura March a sua disposizione, tanto che chiese i danni alla scuderia per violazione delle clausole contrattuali. La casa britannica proseguì così a schierare solo due vetture.
Nigel Mansell tornò, dopo un gran premio d'assenza, dovuta a problemi fisici, al volante della Lotus, in luogo del collaudatore Roberto Moreno.

## Qualifiche

### Resoconto
Nella prima giornata di prove il tempo migliore fu di Keke Rosberg su Williams-Ford Cosworth, l'unico a scendere sotto il muro del minuto e dieci: il finlandese precedette Didier Pironi e Nelson Piquet. La classifica era dominata da vetture gommate Goodyear; la prima vettura gommata dalla Michelin era la McLaren di Niki Lauda, settima.
Nelle libere del sabato Bruno Giacomelli dell'Alfa Romeo uscì, ad alta velocità alla Hawthorne Bend: l'auto fu distrutta ma il pilota rimase illeso. Nelle prove ufficiali nessuno fu capace di battare il tempo ottenuto da Rosberg, che così conquistò la sua prima pole position nel mondiale di F1, dopo 44 gare disputate. Fu il sessantatreesimo pilota diverso a ottenere questo risultato nella storia del campionato. Si inserì in prima fila Riccardo Patrese, mentre in seconda fila l'altro pilota della Brabham Nelson Piquet riuscì a precedere Didier Pironi.
Rosberg fu il secondo pilota della stagione a riuscire a ottenere una pole senza utilizzare una vettura a motore turbo, dopo quella ottenuta da Andrea De Cesaris nel Gran Premio di Long Beach.

### Risultati
I risultati delle qualifiche furono i seguenti:
| Pos | Nº | Pilota             | Costruttore              | Tempo    | Griglia |
| --- | -- | ------------------ | ------------------------ | -------- | ------- |
| 1   | 6  | Keke Rosberg       | Williams-Ford Cosworth   | 1'09"540 | 1       |
| 2   | 2  | Riccardo Patrese   | Brabham-BMW              | 1'09"627 | 2       |
| 3   | 1  | Nelson Piquet      | Brabham-BMW              | 1'10"060 | 3       |
| 4   | 28 | Didier Pironi      | Ferrari                  | 1'10"066 | 4       |
| 5   | 8  | Niki Lauda         | McLaren-Ford Cosworth    | 1'10"638 | 5       |
| 6   | 16 | René Arnoux        | Renault                  | 1'10"641 | 6       |
| 7   | 11 | Elio De Angelis    | Lotus-Ford Cosworth      | 1'10"650 | 7       |
| 8   | 15 | Alain Prost        | Renault                  | 1'10"728 | 8       |
| 9   | 3  | Michele Alboreto   | Tyrrell-Ford Cosworth    | 1'10"892 | 9       |
| 10  | 5  | Derek Daly         | Williams-Ford Cosworth   | 1'10"980 | 10      |
| 11  | 22 | Andrea De Cesaris  | Alfa Romeo               | 1'11"347 | 11      |
| 12  | 7  | John Watson        | McLaren-Ford Cosworth    | 1'11"418 | 12      |
| 13  | 27 | Patrick Tambay     | Ferrari                  | 1'11"430 | 13      |
| 14  | 23 | Bruno Giacomelli   | Alfa Romeo               | 1'11"502 | 14      |
| 15  | 36 | Teo Fabi           | Toleman-Hart             | 1'11"728 | 15      |
| 16  | 35 | Derek Warwick      | Toleman-Hart             | 1'11"761 | 16      |
| 17  | 4  | Brian Henton       | Tyrrell-Ford Cosworth    | 1'12"080 | 17      |
| 18  | 31 | Jean-Pierre Jarier | Osella-Ford Cosworth     | 1'12"436 | 18      |
| 19  | 14 | Roberto Guerrero   | Ensign-Ford Cosworth     | 1'12"668 | 19      |
| 20  | 26 | Jacques Laffite    | Ligier-Matra             | 1'12"695 | 20      |
| 21  | 20 | Chico Serra        | Fittipaldi-Ford Cosworth | 1'13"096 | 21      |
| 22  | 29 | Marc Surer         | Arrows-Ford Cosworth     | 1'13"181 | 22      |
| 23  | 12 | Nigel Mansell      | Lotus-Ford Cosworth      | 1'13"212 | 23      |
| 24  | 25 | Eddie Cheever      | Ligier-Matra             | 1'13"301 | 24      |
| 25  | 17 | Jochen Mass        | March-Ford Cosworth      | 1'13"622 | 25      |
| 26  | 30 | Mauro Baldi        | Arrows-Ford Cosworth     | 1'13"721 | 26      |
| NQ  | 9  | Manfred Winkelhock | ATS-Ford Cosworth        | 1'13"741 | NQ      |
| NQ  | 33 | Jan Lammers        | Theodore-Ford Cosworth   | 1'13"815 | NQ      |
| NQ  | 10 | Eliseo Salazar     | ATS-Ford Cosworth        | 1'13"866 | NQ      |
| NQ  | 18 | Raul Boesel        | March-Ford Cosworth      | 1'13"968 | NQ      |

## Gara

### Resoconto
Al momento del giro di ricognizione la Williams del poleman Keke Rosberg rimase ferma a causa di un problema all'alimentazione; i meccanici riuscirono a farlo ripartire, a spinta, ma fu costretto a prendere il via dal fondo della griglia.
Al via Riccardo Patrese, in prima fila, non riuscì a partire: il padovano alzò un braccio per segnalare il problema, Didier Pironi riuscì ad evitarlo, ma René Arnoux, che lo vide all'ultimo momento, e tamponò la Brabham ferma; entrambi finirono fuori pista. Una ruota, staccatasi, dalla Renault di Arnoux, attraversò la pista e venne urtata dalla Toleman di Teo Fabi: tutti e tre piloti furono costretti al ritiro. Nelson Piquet prendeva così il comando della corsa seguito da Niki Lauda, Didier Pironi, Elio De Angelis, Michele Alboreto e Andrea De Cesaris.
Al terzo giro, all'entrata, della curva Hawthorn Jean-Pierre Jarier e Chico Serra si toccarono; la Fittipaldi del brasiliano si ribaltò e finì ribaltandosi e prendendo fuoco, mentre John Watson, costretto a passare sull'erba, andò in testacoda e si ritirò. Serra venne immediatamente soccorso e non subì gravi danni fisici.
La gara continuò con Piquet al comando fino al decimo giro, quando fu costretto al ritiro per un problema di alimentazione; la Brabham non poté così implementare la strategia di rifornimento carburante in gara.
Nello stesso giro Derek Daly passò De Angelis ponendosi così al terzo posto, alle spalle di Lauda e Pironi. Dalle retrovie Derek Warwick della Toleman fu protagonista di una grande rimonta: decimo al fine del primo giro, scalò sesto già al giro 6, mentre al giro 12 passò anche De Angelis e al giro 18 Daly. L'inglese tallonò poi Pironi per tre giri, poi tentò l'attacco alla Druids Bend ma Pironi lo chiuse. Il giro dopo, sul rettilineo d'arrivo, Warwick riuscì a prendere la scia di Pironi e lo superò alla frenata della Paddock Hill Bend portandosi in seconda posizione. L'inglese continuò a spingere e iniziò a rimontare su Lauda, ma al quarantesimo giro rientrò ai box, ritirandosi per una rottura del semiasse.
Lauda comandava ora su Pironi, De Angelis, De Cesaris e Patrick Tambay. Il francese passò al giro 47 De Cesaris, che cedette poi una posizione a Daly. Dodici giri dopo anche Alain Prost superò il pilota dell'Alfa Romeo. La gara del pilota romano si chiuse al giro 66 per un problema elettrico.
Negli ultimi giri Elio De Angelis si avvicinò a Pironi, ma i problemi di alimentazione della Lotus ne impedirono l'attacco; anzi, al penultimo passaggio il pilota italiano venne passato da Tambay.
Niki Lauda conquistò il suo diciannovesimo trionfo iridato, davanti alle due Ferrari: per Tambay si trattò del primo podio nel mondiale. Brian Henton, della Tyrrell, conquistò il suo primo e unico giro veloce in gara. Per la sua scuderia fu il primo gpv dal GP degli USA Est 1977.

### Risultati
I risultati del gran premio furono i seguenti:
| Pos | No | Pilota             | Team                     | Giri | Tempo                      | Pos.Griglia | Punti |
| --- | -- | ------------------ | ------------------------ | ---- | -------------------------- | ----------- | ----- |
| 1   | 8  | Niki Lauda         | McLaren-Ford Cosworth    | 76   | 1h35'33"812                | 5           | 9     |
| 2   | 28 | Didier Pironi      | Ferrari                  | 76   | + 25"726                   | 4           | 6     |
| 3   | 27 | Patrick Tambay     | Ferrari                  | 76   | + 38"436                   | 13          | 4     |
| 4   | 11 | Elio De Angelis    | Lotus-Ford Cosworth      | 76   | + 41"242                   | 7           | 3     |
| 5   | 5  | Derek Daly         | Williams-Ford Cosworth   | 76   | + 41"430                   | 10          | 2     |
| 6   | 15 | Alain Prost        | Renault                  | 76   | + 41"636                   | 8           | 1     |
| 7   | 23 | Bruno Giacomelli   | Alfa Romeo               | 75   | + 1 giro                   | 14          |       |
| 8   | 4  | Brian Henton       | Tyrrell-Ford Cosworth    | 75   | + 1 giro                   | 17          |       |
| 9   | 30 | Mauro Baldi        | Arrows-Ford Cosworth     | 74   | + 2 giri                   | 26          |       |
| 10  | 17 | Jochen Mass        | March-Ford Cosworth      | 73   | + 3 giri                   | 25          |       |
| Rit | 22 | Andrea De Cesaris  | Alfa Romeo               | 66   | Impianto elettrico         | 11          |       |
| Rit | 25 | Eddie Cheever      | Ligier-Matra             | 60   | Motore                     | 24          |       |
| Rit | 29 | Marc Surer         | Arrows-Ford Cosworth     | 59   | Motore                     | 22          |       |
| Rit | 6  | Keke Rosberg       | Williams-Ford Cosworth   | 50   | Alimentazione              | 1           |       |
| Rit | 3  | Michele Alboreto   | Tyrrell-Ford Cosworth    | 44   | Motore                     | 9           |       |
| Rit | 26 | Jacques Laffite    | Ligier-Matra             | 41   | Cambio                     | 20          |       |
| Rit | 35 | Derek Warwick      | Toleman-Hart             | 40   | Semiasse                   | 16          |       |
| Rit | 12 | Nigel Mansell      | Lotus-Ford Cosworth      | 29   | Malore                     | 23          |       |
| Rit | 1  | Nelson Piquet      | Brabham-BMW              | 9    | Alimentazione              | 3           |       |
| Rit | 14 | Roberto Guerrero   | Ensign-Ford Cosworth     | 3    | Motore                     | 19          |       |
| Rit | 31 | Jean-Pierre Jarier | Osella-Ford Cosworth     | 2    | Collisione con C.Serra     | 18          |       |
| Rit | 20 | Chico Serra        | Fittipaldi-Ford Cosworth | 2    | Collisione con J.P. Jarier | 21          |       |
| Rit | 7  | John Watson        | McLaren-Ford Cosworth    | 2    | Testacoda                  | 12          |       |
| Rit | 2  | Riccardo Patrese   | Brabham-BMW              | 0    | Collisione alla partenza   | 2           |       |
| Rit | 16 | René Arnoux        | Renault                  | 0    | Collisione alla partenza   | 6           |       |
| Rit | 36 | Teo Fabi           | Toleman-Hart             | 0    | Collisione alla partenza   | 15          |       |
| NQ  | 9  | Manfred Winkelhock | ATS-Ford Cosworth        |      |                            |             |       |
| NQ  | 33 | Jan Lammers        | Theodore-Ford Cosworth   |      |                            |             |       |
| NQ  | 10 | Eliseo Salazar     | ATS-Ford Cosworth        |      |                            |             |       |
| NQ  | 18 | Raul Boesel        | March-Ford Cosworth      |      |                            |             |       |

## Classifiche

### Piloti
| Pos. | Pilota             | Punti |
| ---- | ------------------ | ----- |
| 1    | Didier Pironi      | 35    |
| 2    | John Watson        | 30    |
| 3    | Niki Lauda         | 24    |
| 4    | Keke Rosberg       | 21    |
| 5    | Alain Prost        | 19    |
| 6    | Riccardo Patrese   | 19    |
| 7    | Nelson Piquet      | 17    |
| 8    | Elio De Angelis    | 13    |
| 9    | Eddie Cheever      | 10    |
| 10   | Michele Alboreto   | 10    |
| 11   | Nigel Mansell      | 7     |
| 12   | Derek Daly         | 5     |
| 13   | Carlos Reutemann   | 6     |
| =    | Gilles Villeneuve  | 6     |
| 15   | Andrea De Cesaris  | 5     |
| 16   | René Arnoux        | 4     |
| =    | Patrick Tambay     | 4     |
| 18   | Jean-Pierre Jarier | 3     |
| 19   | Manfred Winkelhock | 2     |
| =    | Eliseo Salazar     | 2     |
| =    | Marc Surer         | 2     |
| 22   | Chico Serra        | 1     |
| =    | Jacques Laffite    | 1     |
| =    | Mauro Baldi        | 1     |

### Costruttori
| Pos. | Team                     | Punti |
| ---- | ------------------------ | ----- |
| 1    | McLaren-Ford Cosworth    | 54    |
| 2    | Ferrari                  | 45    |
| 3    | Williams-Ford Cosworth   | 34    |
| 4    | Renault                  | 22    |
| 5    | Lotus-Ford Cosworth      | 20    |
| 6    | Brabham-Ford Cosworth    | 19    |
| 7    | Brabham-BMW              | 17    |
| 8    | Ligier-Matra             | 11    |
| 9    | Tyrrell-Ford Cosworth    | 10    |
| 10   | Alfa Romeo               | 5     |
| 11   | ATS-Ford Cosworth        | 4     |
| 12   | Osella-Ford Cosworth     | 3     |
| 13   | Arrows-Ford Cosworth     | 3     |
| 14   | Fittipaldi-Ford Cosworth | 1     |